# Sophie Turner

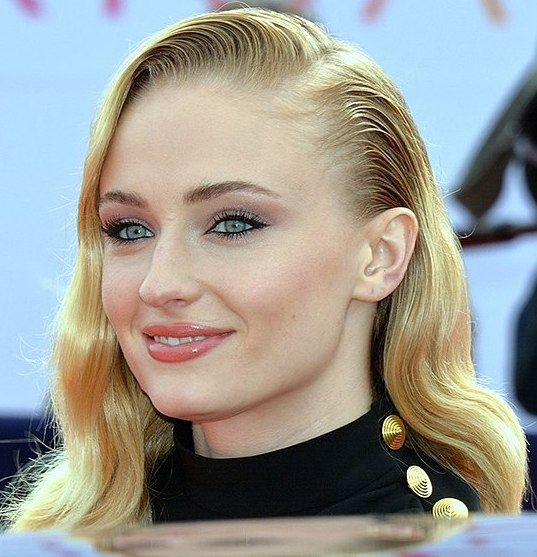
Sophie Turner bei der Vorstellung von Game of Thrones beim Festival des amerikanischen Films 2019

Sophie Belinda Turner (* 21. Februar 1996 in Northampton, Northamptonshire) ist eine britische Schauspielerin, die durch ihre Rolle als Sansa Stark in der Fernsehserie Game of Thrones Bekanntheit erlangte.

## Leben und Karriere
Die im zentralenglischen Northampton geborene Sophie Turner wuchs in Warwick auf, ging dort auf die Kings High School und erlernte in ihrer Jugend außerdem die Schauspielerei am Playbox Theatre.
Ihr Debüt vor der Kamera feierte sie mit der Rolle der Sansa Stark in der HBO-Fantasyserie Game of Thrones, die auf den Romanen Das Lied von Eis und Feuer des US-amerikanischen Autors George R. R. Martin basiert. Für diese Rolle wurde sie mit dem Ensemble der Serie jeweils bei den Screen Actors Guild Awards 2012, 2014 und 2015 in der Kategorie Bestes Schauspielensemble in einer Dramaserie nominiert. 2013 verkörperte sie im britisch-spanischen Thriller Another Me – Mein zweites Ich die Hauptrolle in einer Doppelrolle der Fay und Layla. 2015 spielte sie an der Seite von Hailee Steinfeld, Jessica Alba und Samuel L. Jackson in der Action-Komödie Secret Agency – Barely Lethal eine jugendliche Agentin. Im Januar desselben Jahres wurde sie für die Rolle der Superheldin Jean Grey im achten Teil der X-Men-Filmreihe, X-Men: Apocalypse, verpflichtet.
Im Podcast Phil in the blanks von Dr. Phil berichtete sie, dass sie seit etwa 2014 an Depressionen leide, was auch durch das Cyber-Mobbing zu ihrer Rolle in Game of Thrones mitausgelöst wurde. Ab 2016 war sie mit dem US-amerikanischen Schauspieler und Sänger Joe Jonas liiert. Im Oktober 2017 gaben die beiden ihre Verlobung bekannt; im Mai 2019 fand die Hochzeit in Las Vegas statt, bei der sie seinen Nachnamen annahm. Im Juli 2020 wurde das Paar Eltern einer gemeinsamen Tochter, die in Los Angeles geboren wurde; zwei Jahre später kam die zweite Tochter zur Welt. Im September 2023 gab das Paar seine Trennung bekannt, ihre Ehe wurde September 2024 geschieden. Seit Ende 2023 ist Turner in einer Beziehung mit dem britischen adeligen Peregrine Pearson (* 1994), Sohn des 4. Viscount Cowdray.

## Filmografie (Auswahl)

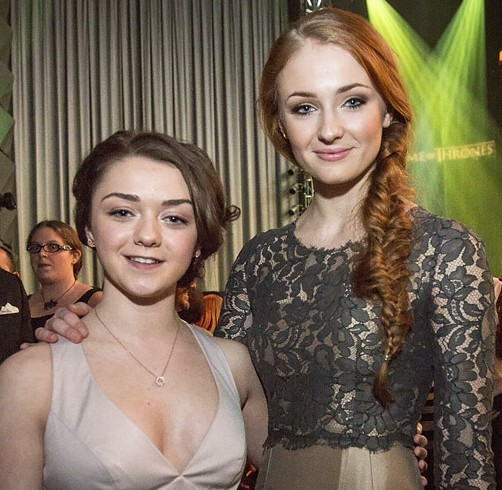
Maisie Williams und Sophie Turner (2013)

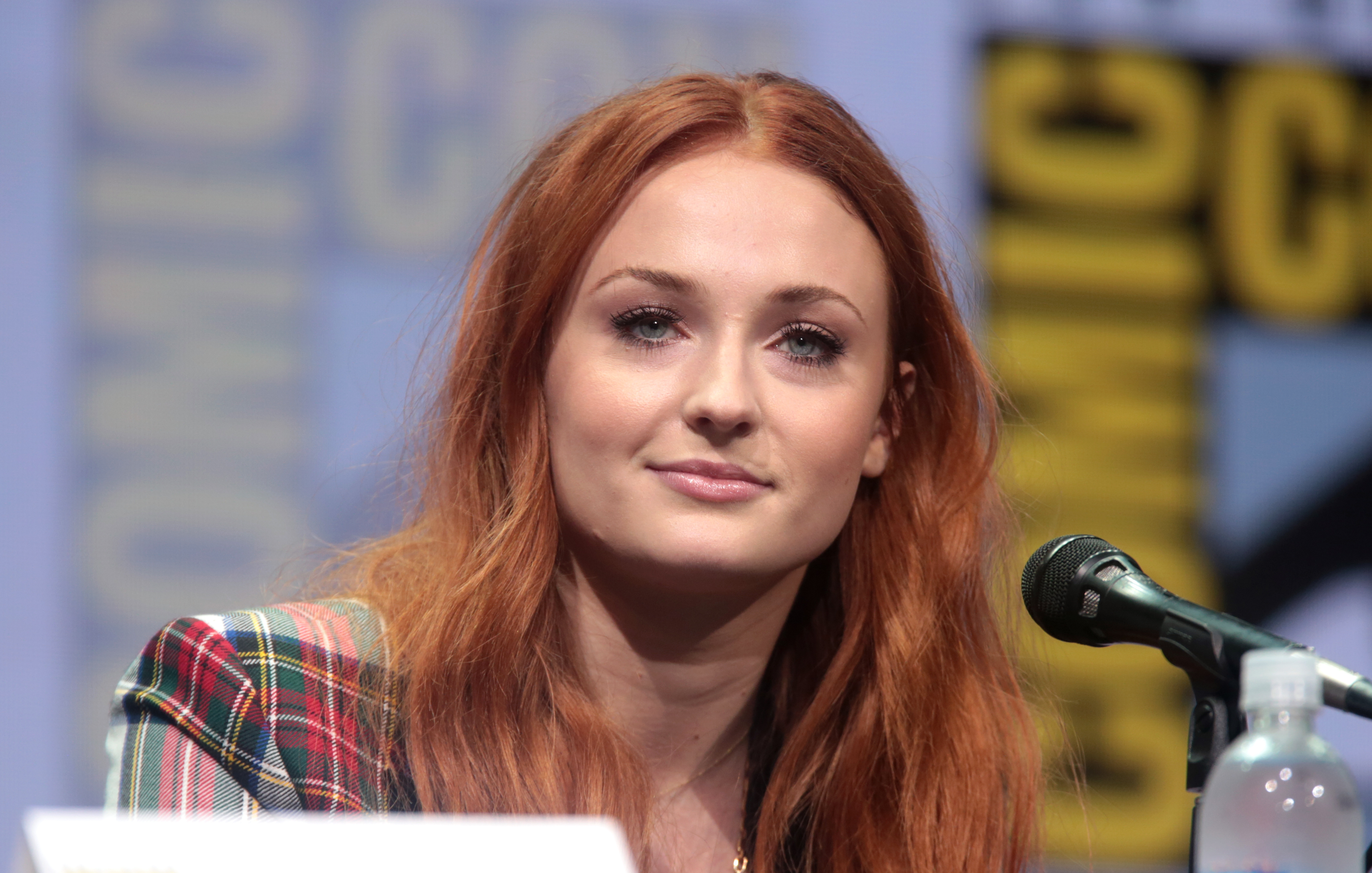
Sophie Turner im Jahr 2017

- 2011–2019: Game of Thrones (Fernsehserie, 60 Folgen)
- 2013: Another Me – Mein zweites Ich (Another Me)
- 2013: The Thirteenth Tale (Fernsehfilm)
- 2015: Secret Agency – Barely Lethal (Barely Lethal)
- 2016: X-Men: Apocalypse
- 2018: Josie – Sie umgibt ein dunkles Geheimnis (Josie)
- 2018: Zurück zu dir – Eine zweite Chance für die Liebe (Time Freak)
- 2019: X-Men: Dark Phoenix (Dark Phoenix)
- 2019: Heavy
- 2020: Princess Bride (Fernsehserie, Folge 1x06 The Fire Swamp)
- 2020: Survive (Fernsehserie, 12 Folgen)
- 2021: The Prince (Fernsehserie, 12 Folgen, Stimme von Princess Charlotte)
- 2022: Broken Soldier
- 2022: Survive
- 2022: The Staircase (Miniserie, 8 Folgen)
- 2022: Do Revenge
- 2024: Joan (Miniserie, 6 Folgen)
- 2025: Trust

## Auszeichnungen und Nominierungen (Auswahl)
Primetime Emmy Awards
- 2019: Nominierung in der Kategorie „Beste Nebendarstellerin – Dramaserie“ für Game of Thrones

Saturn Awards
- 2019: Nominierung in der Kategorie „Beste TV-Nebendarstellerin“ für Game of Thrones

Screen Actors Guild Awards
- 2012: Nominierung in der Kategorie „Bestes Schauspielensemble in einer Dramaserie“ für Game of Thrones
- 2014: Nominierung in der Kategorie „Bestes Schauspielensemble in einer Dramaserie“ für Game of Thrones
- 2015: Nominierung in der Kategorie „Bestes Schauspielensemble in einer Dramaserie“ für Game of Thrones
- 2016: Nominierung in der Kategorie „Bestes Schauspielensemble in einer Dramaserie“ für Game of Thrones
- 2017: Nominierung in der Kategorie „Bestes Schauspielensemble in einer Dramaserie“ für Game of Thrones
- 2018: Nominierung in der Kategorie „Bestes Schauspielensemble in einer Dramaserie“ für Game of Thrones